# Pianificazione di progetto
Nel project management la pianificazione di progetto è un processo che serve a stabilire e documentare tutti gli aspetti di un determinato progetto, attraverso dei piani di dettaglio. Questi ultimi «sono necessari per stabilire le linee guida da utilizzare quale riferimento di confronto nel corso dell’esecuzione del progetto, oltre che per misurare e controllare le prestazioni del progetto».
L’obiettivo della pianificazione di progetto è innanzitutto quello di stabilire e documentare:
- le ragioni che hanno portato ad intraprendere il progetto;
- che cosa deve essere realizzato e da parte di chi;
- come ciò verrà prodotto;
- quanto costerà;
- come il progetto deve essere condotto, controllato e chiuso.

## Gruppi di processo

### Gruppo tematico di integrazione
«Il gruppo tematico dell’integrazione include i processi richiesti per identificare, definire, combinare, unificare, coordinare, controllare e chiudere le varie attività e processi relativi allo sviluppo del piano di progetto».

#### Sviluppo del piano di progetto
Scopo del processo è documentare:
- Perché si intraprende il progetto
- Che cosa deve essere realizzato e da parte di chi
- Come ciò verrà prodotto
- Quanto costerà
- Come il progetto deve essere condotto, controllato e chiuso.[1]

##### Input
- Project charter
- Piani complementari
- Lezioni apprese
- Business case
- Modifiche approvate

##### Output
- Piano di progetto
- Piano di gestione del progetto

### Gruppo tematico dell’ambito
Questo gruppo tematico comprende i processi necessari a identificare e definire il lavoro e i deliverable, ossia i documenti intermedi che riassumono e valutano l'andamento del progetto.
L'obiettivo primario del gruppo è definire e controllare ciò che è incluso nel progetto (in scope) e ciò che non è incluso (out of scope) nel progetto. In questa fase si definisce in ogni punto cosa deve essere realizzato, specificando che verranno realizzati i deliverable definiti contrattualmente nell’ambito di progetto.
Quando si apportano dei miglioramenti al prodotto che non sono stati richiesti nei requisiti, cioè che non fanno parte dell’ambito di progetto, si parla di gold plating.
I processi legati al gruppo tematico dell’ambito sono:

#### Definire l’ambito di progetto
Scopo del processo è chiarire ed esplicitare l’ambito del progetto, ivi compresi obiettivi, deliverable, requisiti e confini, definendo al contempo lo stato finale di arrivo del progetto."
La definizione dell’ambito di progetto rende chiaro ed esplicito come il progetto contribuirà agli obiettivi finali strategici dell’organizzazione. La descrizione dell’ambito deve essere utilizzata quale base per assumere decisioni future sul progetto e serve anche per comunicare l’importanza del progetto e i benefici attesi che si dovrebbero realizzare.

##### Input
- Project charter;
- Modifiche Approvate.

##### Output
- Descrizione dell’ambito;
- Requisiti.

#### Creare la Work Breakdown Structure
Scopo del processo è elaborare uno schema di decomposizione gerarchica per rappresentare il lavoro che dovrà completarsi per conseguire gli obiettivi del progetto.
La WBS fornisce un framework per dividere e suddividere il lavoro di progetto in porzioni di lavoro più piccole, quindi più gestibili. La suddivisione può essere effettuata:
- Per deliverable;
- Per fasi.

Si prosegue nella scomposizione fino a quando non si raggiunge un deliverable chiaro in cui si definisce un solo responsabile. L’ultimo livello di scomposizione della WBS individua i cosiddetti pacchetti di lavoro (Work Package)

##### Input
- Piani di progetto;
- Requisiti;
- Modifiche approvate.

##### Output
- Work Breakdown Structure (WBS);
- Dizionario della WBS.

#### Definire le attività
Scopo del processo è identificare, definire e documentare tutte le attività che devono essere presenti nel programma temporale di attività e che devono essere realizzate per conseguire gli obiettivi del progetto.
Il processo inizia a partire dal livello più basso della WBS e identifica, definire e documenta il lavoro tramite componenti più piccoli chiamati attività su cui fornire una base per pianificare, eseguire, controllare e chiudere il lavoro.

##### Input
- WBS;
- Dizionario della WBS;
- Piano di progetto;
- Modifiche Approvate;

##### Output
- Liste di attività.

### Gruppo tematico delle risorse
Il gruppo tematico delle risorse include i processi richiesti per identificare e acquisire adeguate risorse al progetto come persone, attrezzature, materiali, infrastrutture e tecniche.
I processi legati al gruppo tematico delle risorse sono:

#### Stimare le risorse
"Scopo del processo è determinare le risorse necessarie per ciascuna attività presente nella lista delle attività. Le risorse possono comprendere persone, impianti, apparecchiature, materiali, infrastrutture e strumenti. Si devono documentare le caratteristiche necessarie delle risorse tra cui provenienza, numero di unità e date di inizio e fine dell’impegno."

##### Input
- Lista delle attività;
- Piano di progetto;
- Modifiche approvate.

##### Output
- Requisiti delle risorse;
- Piano delle risorse.

##### Definire l’organizzazione di progetto
"Scopo di questo processo è assicurare tutto il necessario impegno da parte di tutte le parti coinvolte nel progetto. Ruoli, responsabilità e autorità che sono rilevanti per il progetto dovrebbero essere definiti in accordo con la natura e la complessità del progetto e dovrebbero considerare la performance delle politiche esistenti dell’organizzazione."

##### Input
- Piani di progetto:
- Work Breakdown Structure;
- Requisiti di risorse;
- Registro degli stakeholder;
- Modifiche Approvate.

##### Output
- Definizione dei ruoli;
- Struttura organizzativa di progetto.

### Gruppo tematico dei tempi
Questo gruppo comprende i processi necessari per eseguire la programmazione delle attività di progetto e monitorare l’avanzamento al fine di controllare lo stesso programma temporale.
Se il progetto è un’iniziativa temporanea vuol dire che l’organizzazione che l’ha avviata assegnerà al progetto un limitato periodo di tempo per raggiungere gli obiettivi.
I processi legati al gruppo tematico dei tempi sono:

#### Mettere in sequenza le attività
Scopo di questo processo è individuare e documentare le relazioni logiche tra le attività di progetto. Inoltre tutte le attività di progetto dovrebbero figurare con le relative dipendenze in modo da comporre un diagramma reticolare sul quale si possa determinare il cammino critico. Le attività dovrebbero porsi in sequenza logica secondo le relazioni di precedenza e con appropriata intervalli di anticipo (lead) e posticipo (lag), vincoli, altre interdipendenze e dipendenze esterne, in modo da supportare lo sviluppo di un programma temporale di attività realistico e fattibile.

##### Input
- Lista di attività;
- Modifiche Approvate.

##### Output
- Sequenza delle attività.

#### Stimare le durate delle attività
Scopo del processo è stimare il tempo richiesto per completare ogni attività di progetto. La durata delle attività dipende da fattori come quantità e tipo delle risorse disponibili, la relazione tra le attività, le capacità, i calendari di pianificazione, le curve di apprendimento e i procedimenti amministrativi.
La durata, nella maggior parte dei casi, rappresenta un compromesso tra i limiti di tempo e la disponibilità di risorse. Un componente del processo è anche un periodico riesame della stima come risultato di previsioni aggiornate rispetto alla baseline.
Le stime di durata delle attività possono dover essere riviste una volta che le attività sono programmate e sia stato individuato il cammino critico.

##### Input
- Lista delle attività;
- Requisiti risorse;
- Dati storici;
- Standard dell’industria;
- Modifiche approvate.

#### Stima delle durate delle attività
"Scopo del processo è calcolare l’inizio e la fine delle attività di progetto e stabilire la baseline del programma temporale (approvato) dell’intero progetto. Le attività vengono programmate in una sequenza logica che identifica durate, scadenze e interdipendenze il cui insieme determina un diagramma reticolare."
Il programma temporale rappresenta uno strumento di valutazione dello stato attuale del progetto nel tempo al confronto di predefiniti obiettivi di misurazione dei risultati. Esso è determinato a livello di attività elementari così da costituire la base per assegnare le risorse e definire il budget su base temporale, e il suo sviluppo dovrebbe continuare nel corso del progetto con l’avanzamento del lavoro.

##### Input
- Sequenza di attività
- Stima della durata delle attività
- Vincoli di programmazione
- Registro dei rischi
- Modifiche approvate

##### Output
- Programma temporale

### Gruppo tematico dei costi
Il gruppo tematico dei costi include i processi richiesti per sviluppare il budget e monitorare il progresso per controllare i costi.
I processi legati al gruppo tematico dei costi sono:

#### Stimare i costi
Lo scopo della stima dei costi è ottenere un’approssimazione dei costi necessari per completare ciascuna attività di progetto e per il progetto nel suo complesso.
La stima dei costi è basata sulle informazioni disponibili in un dato momento del progetto e deve essere aggiornata nel corso del progetto nel caso in cui siano disponibili maggiori informazioni.

##### Input
- WBS
- Lista delle attività
- Piani di progetto
- Modifiche approvate

##### Output
- Stima dei costi delle attività

#### Sviluppare il budget
Lo scopo di determinare il budget è di distribuire il budget del progetto ai livelli appropriati della Work Breakdown Structure

##### Input
- Work Breakdown Structure
- Stime di costo
- Schedulazione
- Piani di progetto
- Modifiche Approvate

##### Output
- Budget[1]

### Gruppo tematico dei rischi
Il gruppo tematico dei rischi include i processi richiesti per identificare e gestire le minacce e le opportunità.
I processi legati al gruppo tematico dei rischi sono l'identificazione e la valutazione dei rischi.

#### Identificare i rischi
Lo scopo di identificare i rischi è determinare i potenziali eventi di rischio e le loro caratteristiche, qualora avvengano, possono avere un impatto positivo o negativo sugli obiettivi del progetto.
Si tratta di un processo iterativo che si svolge durante l’intero ciclo di vita del progetto. All’interno di questo progetto tutti gli stakeholder dovrebbero partecipare.

##### Input
- Piani di progetto

##### Output
- Registro dei rischi

#### Valutazione dei rischi di progetto
L’obiettivo del processo di valutazione dei rischi di progetto è quello di misurare e definire le priorità dei rischi per ulteriori azioni
Scopo del processo è la valutazione dei rischi di progetto precedentemente individuati nel processo di identificazione dei rischi. I rischi individuati possono essere valutati attraverso 2 modalità:
- Analisi qualitativa: prevede la prioritizzazione dei rischi (alto, medio, basso) per future analisi o azioni valutando e combinando la probabilità dell’accadimento e dell’impatto che avrà sul progetto. Questo tipo di analisi consente al project manager la riduzione del livello di incertezza e di focalizzarsi sui rischi con priorità più alta.
- Analisi quantitativa: prevede una stima numerica di tutti gli effetti dei rischi sugli obiettivi del progetto considerandoli simultaneamente.

##### Input
- Registro dei rischi
- Piani progetto

##### Output
- Definizione della priorità dei rischi

### Gruppo tematico della qualità
Il gruppo tematico della qualità include i processi richiesti per pianificare e stabilire l’assicurazione e il controllo della qualità.

#### Pianificazione della qualità
Lo scopo della qualità è determinare la qualità dei requisiti e gli standard che saranno applicabili al progetto, ai deliverable del progetto e a come i requisiti e gli standard si incontreranno per raggiungere gli obiettivi del progetto

##### Input
- Piano di progetto
- Requisiti qualità
- Politica della qualità
- Modifiche approvate

##### Output
- Piano della qualità

### Gruppo tematico degli approvvigionamenti

#### Pianificazione degli approvvigionamenti
Lo scopo della pianificazione degli approvvigionamenti è di pianificare e documentare la strategia di approvvigionamento e i processi globali prima che inizi l’approvvigionamento.

##### Input
- Piani di progetto
- Capacità interna
- Contratti esistenti
- Requisiti delle risorse
- Registro dei rischi

##### Output
- Piano di approvvigionamento
- Lista dei fornitori preferiti
- Lista delle decisioni di make-or-buy
- Il gruppo tematico degli approvvigionamenti include i processi richiesti per pianificare e acquisire i prodotti, i servizi o risultati e per gestire le relazioni con i fornitori.[1]

### Gruppo tematico della comunicazione
Il gruppo tematico della comunicazione include i processi richiesti per pianificare, gestire e distribuire informazioni rilevanti per il progetto.

#### Pianificazione della comunicazione
Lo scopo del piano di comunicazione è determinare i bisogni di informazione e comunicazione degli stakeholder.

##### Input
- Piani di comunicazione
- Registro degli stakeholder
- Descrizione dei ruoli
- Modifiche approvate

##### Output
- Piano delle comunicazioni